# 青木正寛
青木 正寛（あおき まさひろ、寛永9年（1632年）  - 宝永3年11月28日（1707年1月1日））は江戸時代前期から中期の甲府藩士。初めは大井氏で後に大井氏系青木氏の当主。諱は正寛。通称は甚平。父は大井昌輝（理兵衛）。母は大井昌義（長右衛門）の娘。正室は小長谷重次（九郎左衛門）の娘。養子は青木正教（平岡道賢（源兵衛）の子）。
勝海舟の母方祖父である勝甚三郎元良と幕末の大奥御年寄である瀧山の父である大岡義方の実家の家祖にあたる。

## 生涯
江戸幕府旗本の大井昌輝の二男にあたる。父の昌輝は青木正定（小右衛門）の二男で大井昌義の養子となり、のちに分家した人物である。正寛は慶安4年（1651年）に召し出されて甲府徳川家の徳川綱重附となり、分家して父の実家の青木姓を称する。
甲府藩では小姓組、小納戸、小姓組組頭となり、その後隠居する。
宝永3年11月28日（1707年1月1日）に死去。法名は日恵。市谷の蓮秀寺。実子なく家督は養子で平岡道賢（源兵衛）の3男である正教が継ぐ。